# Tungendorf
Tungendorf ist ein Stadtteil von Neumünster in Schleswig-Holstein.

## Geographie
Tungendorf wird begrenzt durch
- die Kieler Straße im Westen
- die Preetzer Landstraße im Norden
- den Bach Dosenbek im Osten
- die stillgelegte Bahnstrecke Neumünster–Ascheberg im Süden

## Geschichte

Blick auf den Hürsland

Die alte Bezeichnung für Tungendorf war „Tuentrop“ und damals war es ein kleines Dorf in der Nähe von Neumünster. Die Gemeinde Tungendorf gehörte nach Bildung der Kreise in Schleswig-Holstein zum Kreis Kiel (später in Kreis Bordesholm umbenannt). Um 1900 entstand die Siedlung Tungendorf, in der hauptsächlich Eisenbahnerfamilien lebten, die im Reichsbahnausbesserungswerk arbeiteten.
1923 erhielt das ursprüngliche Dorf einen Stromanschluss, zur gleichen Zeit entstanden die ersten Eigenheime in den Straßen Am Kamp, Wookerkamp und Preetzer Landstraße. 1932 wurde der Kreis Bordesholm aufgelöst und die Gemeinde kam zum Kreis Plön. Bei der Reichstagswahl März 1933 stimmten 35,3 % für die NSDAP, 3,1 % für die DNVP, 41,8 % für die SPD und 14,6 % für die KPD bei einer Wahlbeteiligung von 92,1 %. Somit war Tungendorf bei dieser Wahl eine der wenigen verbliebenen SPD-Hochburgen im Land Schleswig-Holstein. 1938 wurden die Siedlung Tungendorf mit ihren rund 4000 Einwohnern nach Neumünster eingemeindet. Im Gegenzug wurde Tasdorf 1939 eingemeindet. Ab 1945 wurden weitere Flächen für den Wohnungsbau erschlossen.
1970 wurde Tungendorf-Dorf, in etwa der Rest der ursprünglichen Gemeinde Tungendorf ohne das eingemeindete Tasdorf, nach Neumünster eingegliedert. Die Gemeinde Tungendorf benannte sich noch im selben Jahr in Tasdorf um.

## Schulen
- Rudolf-Tonner-Schule (Grundschule)
- Pestalozzi-Schule (Grundschule)
- Freiherr-vom-Stein-Schule (Gemeinschaftsschule)

## Kultur und Sehenswürdigkeiten

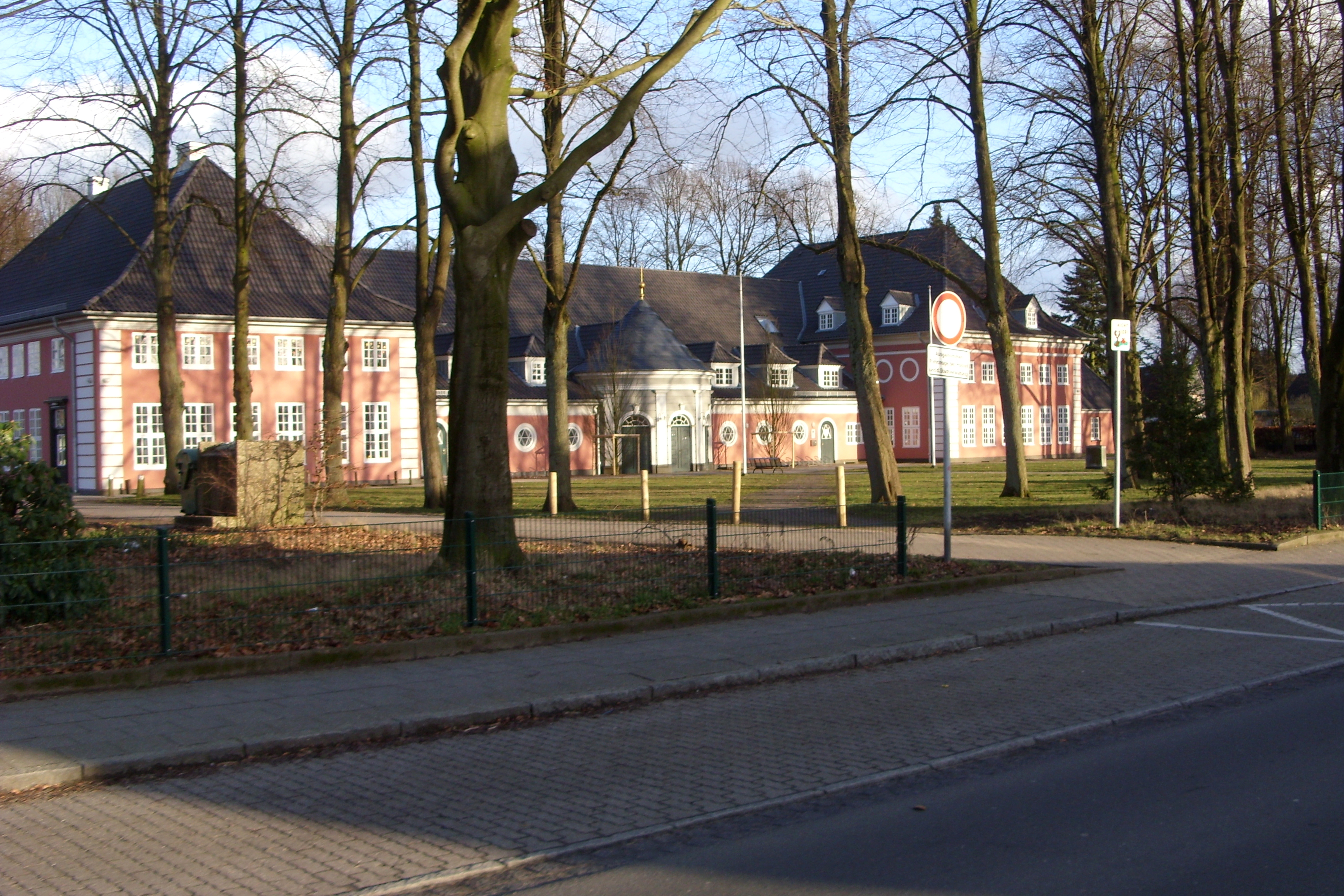
Das Volkshaus

- Sportverein Tungendorf Neumünster von 1911 e. V. (SVT): 1911 gegründet, mit über 3.800 Mitgliedern und einem breiten Angebot verschiedener Sportarten stadtgrößter Sportverein.
- Freiwillige Feuerwehr Tungendorf-Dorf: Teil von der am 4. Dezember 1886 gegründeten „Freiwilligen Feuerwehr Tasdorf - Tungendorf“
- Freiwillige Feuerwehr Tungendorf-Stadt: Teil von der am 4. Dezember 1886 gegründeten „Freiwilligen Feuerwehr Tasdorf - Tungendorf“
- Andreaskirche
- Luther-Kirche
- Volkshaus